# José Ricardo Casorla
José Ricardo Casorla (Ciudad de Panamá, 8 de diciembre de 1836 - ib., 1880) fue un educador y político colombiano, presidente del Estado Soberano de Panamá entre 1878 y 1879.

## Biografía
Vivió un tiempo en Costa Rica, llegando a ser propulsor de la educación pública en dicho país (1867-1868), posteriormente fue cónsul honorario de Colombia en Alajuela (1875-1876). Durante ese período fue apresado por estar involucrado en una conspiración contra el presidente de Costa Rica, Tomás Guardia Gutiérrez.
De vuelta a Panamá en enero de 1878, fue nombrado primer designado del presidente del Estado Soberano de Panamá Buenaventura Correoso, pero debido a la crisis política surgida en el seno de los liberales que obligó la renuncia de Correoso, el 29 de diciembre de 1878 Casorla fue llamado por la Asamblea para completar la presidencia.
La presidencia de Casorla fue muy inestable, ya que trató de componer el gasto público, pero sectores del ejército se opusieron y surgió una rebelión el 17 de abril de 1879, que fue rápidamente sofocado y murieron 30 personas. Posteriormente, el 7 de junio surgió otra rebelión cuando el general Rafael Aizpuru se tomó la ciudad de Colón y Benjamín Ruiz logra secuestrar a Casorla.
Con el secuestro, se llamó a Gerardo Ortega para ocupar la presidencia, quien logró frenar y acabar con los revolucionarios en la batalla de Lion Hill el 11 y 12 de junio. Con la firma del Convenio de Gatún el 15 de junio se liberó a Casorla, pero quedando este mortalmente herido en la escaramuza presentó su renuncia como presidente el 17 de junio. Fallecería el año siguiente.